# UFC Fight Night: Machida vs. Mousasi
UFC Fight Night: Machida vs. Mousasi (también conocido como UFC Fight Night 36) fue un evento de artes marciales mixtas celebrado por Ultimate Fighting Championship el 15 de febrero de 2014 en el Arena Jaraguá en Jaraguá do Sul, Brasil.

## Historia
El evento estuvo encabezado por un combate de peso medio entre Lyoto Machida y Gegard Mousasi.
Se esperaba que el veterano Nate Loughran se enfrentara a Erick Silva en el evento. Sin embargo, Loughran fue obligado a salir de la pelea por una lesión y fue reemplazado por el recién llegado Takenori Sato.
Se esperaba que Zubaira Tukhugov se enfrentara a Thiago Tavares en este evento. Sin embargo, Tavares se vio obligado a retirarse debido a una lesión no divulgada, y fue reemplazado por el recién llegado a UFC Douglas Silva de Andrade.

## Premios extra
Cada peleador recibió un bono de $50,000.
- Pelea de la Noche: Lyoto Machida vs. Gegard Mousasi
- Actuación de la Noche: Erick Silva y Charles Oliveira